# Blake Ross

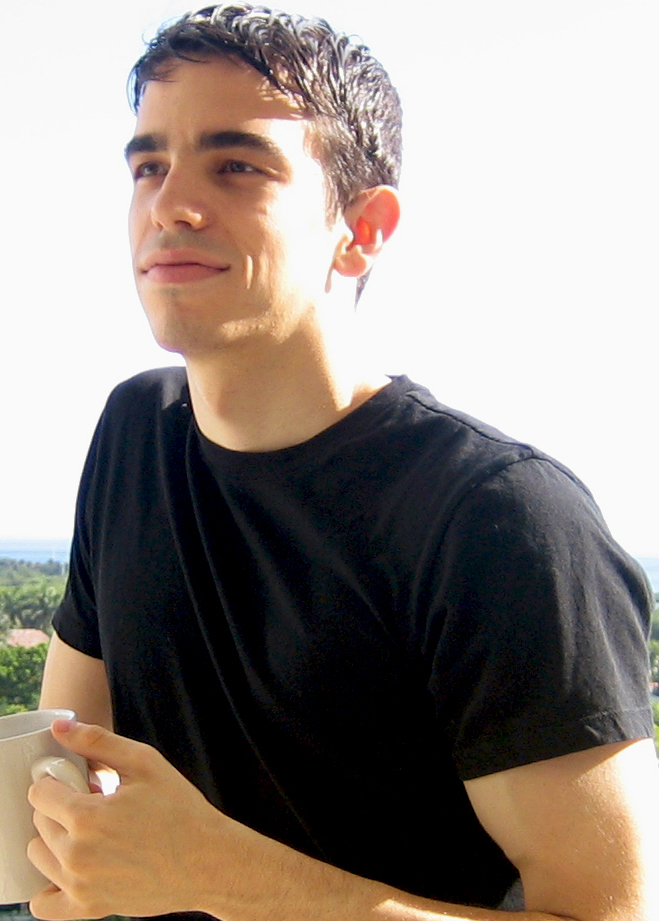
Blake Ross

Blake Ross (ur. 12 czerwca 1985 w Miami) – amerykański programista, współtwórca przeglądarki Firefox, wraz z Dave'em Hyattem zainicjował projekt Mozilla Firefox.